# 施皮根巴赫河
46°34′55″N 7°43′35″E / 46.58186°N 7.72636°E
施皮根巴赫河是瑞士的河流，位於該國中西部，流經伯恩州，屬於基訥河的支流，河道全長8.8公里，流域面積21.3平方公里，河畔城鎮有賴興巴赫。